# Zofia Iwanowska-Płoszko
Zofia Iwanowska-Płoszko-Ossendowska (ur. 14 stycznia 1881 w Sieradzu, zm. 27 lipca 1942 w Warszawie) – polska skrzypaczka i kompozytorka i pedagog. Siostra pianistki Jadwigi Zaleskiej-Mazurowskiej, żona pisarza Ferdynanda Ossendowskiego.

## Życiorys
Urodziła się w Sieradzu jako córka Ameli Witanowskiej i Feliksa Iwanowskiego. Miała pięcioro rodzeństwa: Jadwigę Zaleską-Mazurowską, Marię Chrzanowską, Tadeusza Iwanowskiego, Elżbietę Wolfke i Zygmunta Iwanowskiego.
Uczyła się w warszawskim konserwatorium u Stanisława Barcewicza, a następnie w Brukseli u Césara Thomsona.
Wcześnie wyszła za mąż za lekarza Adama Płoszko, przez co porzuciła karierę i wyjechała z nim do Baku. Adam dostał tam pracę dzięki swojemu bratu, który robił karierę jako architekt projektujący pałace kaspijskich bogaczy naftowych. Tam urodzili się ich synowie: Stanisław i Karol. Karol zginął jako ochotnik w bitwie pod Ossowem w wojnie polsko-bolszewickiej. Stanisław, który również brał udział w wojnie, po zdemobilizowaniu wstąpił do Legii Cudzoziemskiej. Zofia w tym czasie była sanitariuszką.
W latach 1908–1916 prowadziła w Warszawie szkołę muzyczną. Równocześnie koncertowała. Między innymi, wraz z siostrą Jadwigę Zaleską-Mazurowską dała 2 koncerty w londyńskim Bechstein Hall.
10 czerwca 1922 wyszła ponownie za mąż – za pisarza i podróżnika Ferdynanda Ossendowskiego, z którym wyruszyła w podróż do Afryki.
Po powrocie z wojaży małżonkowie zamieszkali w Nieszawie, gdzie przebywali aż do wybuchu II wojny światowej.
Zmarła po ciężkiej chorobie. Pochowana na Cmentarzu Wojskowym na Powązkach w Warszawie, w grobie syna Karola Płoszko (1903-1920) (kwatera A11 rząd 7 grób 10).

## Wybrane utwory na skrzypce i fortepian
- Hidalgo e Gitana
- Zofia Ossendowska: Capriccio di Sevilla (partytura, autorskie opracowanie partii skrzypiec). [dostęp 2024-03-13]. (pol.).
- Zofia Ossendowska: OUANGO Taniec fetyszów (partytura, autorskie opracowanie partii skrzypiec). [dostęp 2024-03-13]. (pol.).
- Mazurek
- Triste berceuse
- Mélancolie